# رنتسو ریچی
رنتسو ریچی (ایتالیایی: Renzo Ricci؛ ۲۷ سپتامبر ۱۸۹۹ – ۲۰ اکتبر ۱۹۷۸) هنرپیشه اهل ایتالیا بود.  
از فیلم‌هایی که وی در آن نقش داشته‌است، می‌توان به ماجرا، ساندرا، گاریبالدی و کاستا دیوا اشاره نمود.